# Lefki
Lefki (řecky: Λεύκη) je obecní jednotka na jižním pobřeží řeckého ostrova Kréta v regionální jednotce Lasithi. Do roku 2011 byla samostatnou obcí a od té doby je součástí obce Sitia. Populace v roce 2001 činila 2 117 obyvatel. Sídlo obce je ve vesnici Ziros.